# The quick brown fox jumps over the lazy dog
The quick brown fox jumps over the lazy dog (El veloz zorro marrón salta sobre el perro perezoso) es un pangrama en inglés. Tiene 35 letras y utiliza todas las del alfabeto inglés (26). Se usa principalmente para examinar a los mecanógrafos y para probar los teclados de las computadoras, pues es corto y fácil de recordar.
La primera aparición conocida de esta frase fue en The Michigan School Moderator, un periódico que presentaba noticias y sugerencias para los profesores.

## En la cultura popular
- En 2004, se rodó un cortometraje con ese título.[1]

- En 2009, un músico speedcore de LapFox Trax (un grupo de músicos dedicado al speedcore) uso el pangrama como nombre con el adjetivo del zorro (The Quick Brown Fox, El Zorro Marrón Veloz).
- En 2001, Mark Dunn publica su libro Ella Minnow Pea. Que usa el pangrama del zorro como parte central de su trama.